# Jardín Botánico de Tallin
El Jardín Botánico de Tallin (en estonio: Tallinna Botaanikaaed) es un jardín botánico de unas 110 hectáreas de extensión, que tiene además la Estación Experimental Audaku en la isla Saaremaa como jardín satélite dependiente. Depende administrativamente de la Municipalidad de Tallin. Este jardín botánico es miembro desde 1992 de la Association of the Baltic Botanic Gardens (ABBG) y desde 1994 del Botanic Gardens Conservation International (BGCI). Su código de identificación internacional es TALL.

## Localización
El Jardín Botánico de Tallin está situado en la zona este de Tallin, 10 kilómetros del centro de ciudad y 3 kilómetros del centro de ocio y de navegación de Pirita.
El territorio se encuentra dividido por el río Pirita y rodeado por una gran área arenosa de bosque del pino. El cementerio de Metsakalmistu, un lugar de inhumación de un gran número de celebridades de la historia de Estonia, está en la vecindad, al igual que la torre de televisión de Tallin con un café a 170 m de altura y una visión espectacular desde arriba.
La dirección del jardín botánico es carretera Kloostrimetsa, número 52, 11913 Tallinn, Estonia.
- Teléfono: +(372) 60 62 679
- Latitud: 24° 53
- Longitud: 59° 28
- Promedio de lluvia anual: 559 mm
- Altitud: 24.00 m s. n. m.

## Historia

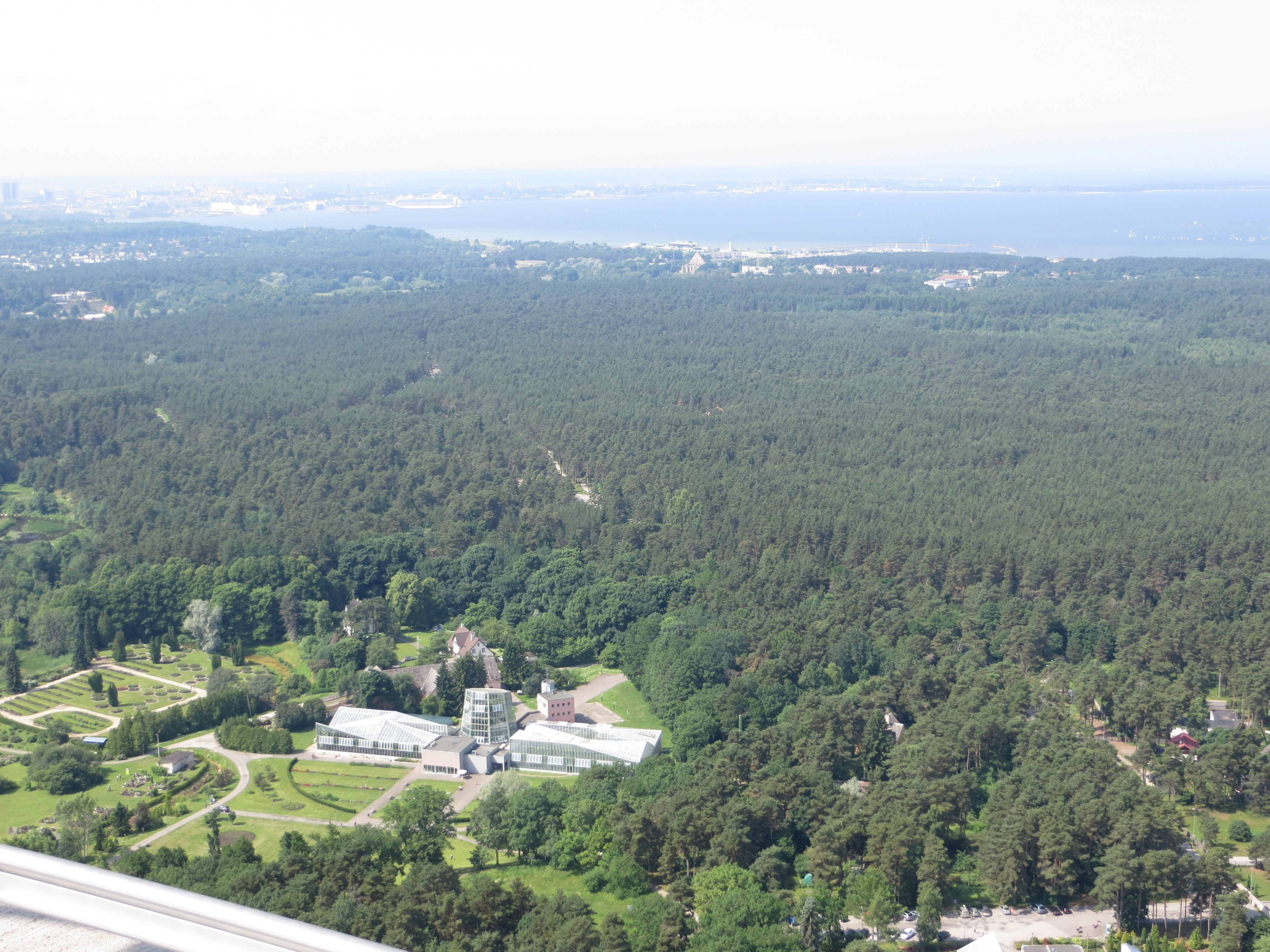
El jardín botánico desde la torre de televisión de Tallin con el bosque de Pirita al fondo.

El jardín botánico de Tallin se encuentra en la zona de conservación del paisaje del valle del río Pirita, esta zona preservada fue creada en 1957 y el jardín botánico en 1961.
El jardín botánico fue fundado en Kloostrimetsa (que significa «bosque del convento»), como instituto de la Academia de Ciencias el 1 de diciembre de 1961. En 1995 se convirtió en un establecimiento municipal. Las colecciones importantes de plantas fueron plantadas durante los primeros 20 años. Los jardines al aire libre fueron abiertos a los visitantes en 1970 y los invernaderos en 1971.

## Colecciones
Entre sus colecciones de plantas vivas, son de destacar :
- Plantas herbáceas ornamentales, 145 taxones.
- Arboretum con 1937 taxones.
- Rosaleda con 610 taxones de cultivares de rosa.
- Plantas perennes con 1918 taxones.
- Colección de bulbos con 1312 taxones.
- Plantas anuales de verano con 280 taxones.
- Invernaderos con un total de 2100 metros bajo cristal y 2239 taxones de plantas tropicales y subtropicales, entre las que se incluyen 311 taxones de orquídeas y 958 taxones de cactus y de otras suculentas.